# Без грудей немає раю (серіал, 2008, США)
Без грудей немає раю  (ісп. Sin senos no hay paraíso) — американський телесеріал у жанрі драми, бойовика, криміналу та створений компанією RTI Televisión, Telemundo Studios. В головних ролях —  Кармен Вільялобос, Катрін Сіачоке, Марія Фернанда Єпес, Фабіан Ріос.
Перша серія вийшла в ефір 16 червня 2008 року. 
Серіал має 1 сезон. Завершився 175-м епізодом, який вийшов у ефір 22 червня 2009 року.
Режисер серіалу — Мігель Вароні, Раміро Менесес.
Сценарист серіалу — Густаво Болівар.
Серіал є адаптацією колумбійського серіалу "Без грудей немає раю".

## Сюжет
Каталіна – 17-річна дівчина, хороша студентка та хороша донька, яка живе з матір'ю та братом Хесусом. ЇЇ батько покинув матір, коли Каталіна була маленькою і в даний час вже помер, і з тих пір Хесус замінив Каталині батька, він кинув навчання і почав працювати, щоб дати гідне майбутнє сестрі та допомогти матері. Незважаючи на те, що вона виглядає мило і усміхнено, вона не повністю щаслива, оскільки має комплекс: дуже маленькі груди.

## Сезони
| Сезон | Епізоди | Епізоди | Оригінальний показ | Оригінальний показ | Оригінальний показ |
| Сезон | Епізоди | Епізоди | Перший показ       | Останній показ     | Мережа             |
| ----- | ------- | ------- | ------------------ | ------------------ | ------------------ |
| 1     | 175     | 175     | 16 червня 2008     | 22 червня 2009     | Telemundo          |

## Актори та ролі
| Актор               | Роль                          |
| ------------------- | ----------------------------- |
| Кармен Вільялобос   | Каталіна Сантана де Баррера   |
| Катрін Сіачоке      | Хільда Сантана "Донья Хільда" |
| Фабіан Ріос         | Альбейро Марін Манріке        |
| Марія Фернанда Єпес | Єсіка Белтран Франко «Діабла» |
| Айлін Мухіка        | Лорена Магеллан Паласіос      |
| Хуан Дієго Санчес   | Байрон Сантана                |
| Грегоріо Пернія     | Ауреліо Харамільо «Ель Тіті»  |
| Гільєрмо Кінтанілья | Бенджамін Мартінес            |
| Алехандра Пінзон    | Паола Пісарро                 |
| Лінда Бальдріч      | Наталія Бараган               |
| Кароліна Сепульведа | Хімена Фонсека                |
| Кароліна Бетанкурт  | Ванесса Салазар               |
| Лаура Лондоньо      | Ліна Аранго                   |
| Ніна Кайседо        | Аліна "Морена"                |
| Анхеліка Бландон    | Каміла Дьюк                   |
| Роберто Матеос      | Хосе Мігель Карденас          |
| Габріель Поррас     | Фернандо Рей                  |
| Раміро Менесес      | Раміро «Темна людина» Дюк     |
| Даніло Сантос       | Маурісіо Кардона              |
| Алі Хумар           | Хуліо сезар "Пабло Морон"     |
| Сезар Мора          | Маркіал Баррера               |
| Омар Мурільйо       | Освальдо Очоа «Пеламбре»      |
| Хуан Пабло Шук      | Маурісіо Контенто             |
| Франсіско Болівар   | Хосе Луїс Варгас "Хота"       |
| Дідьє ван ден Хове  | Альберто Кірога               |

## Інші версії
Колумбія —  Без грудей немає раю (ісп. Sin tetas no hay paraíso), 2006 — колумбійська теленовела. В головних ролях — Марія Аделаїда Пуерта, Патрісія Ерколе, Сандра Бельтран, Ніколас Рінкон, Андрес Торо.
 Іспанія —  Без грудей немає раю (серіал, 2008, Іспанія) (ісп. Sin tetas no hay paraíso), 2008 — іспанська теленовела. В головних ролях — Амайя Саламанка, Марія Кастро, Мігель Анхель Сільвестре.
 Колумбія — Без грудей немає раю (фільм) (ісп. Sin tetas no hay paraíso), 2010 — колумбійський фільм. В головних ролях — Ізабел Крістіна Кадавід, Лінда Люсія Кальєхас, Хуан Себастьян Калеро.
 Колумбія,  США — Без грудей є рай (ісп. Sin senos sí hay paraíso), 2016 —  теленовела спільного виробництва. В головних ролях — Катрін Сіачоке, Фабіан Ріос, Кароліна Гайтан, Хуан Пабло Уррего, Йоганна Фадул, Махіда Ісса.
 США —   Кінець раю (ісп. El final del paraíso), 2019 — американська теленовела. В головних ролях — Кармен Вільялобос, Катрін Сіачоке, Фабіан Ріос, Кімберлі Реєс, Грегоріо Пернія, 

## Нагороди та номінації
| Рік  | Нагорода                             | Категорія                 | Номінант            | Результат |
| ---- | ------------------------------------ | ------------------------- | ------------------- | --------- |
| 2009 | Premios People en Español 2009       | Сюрприз року              | Кармен Вільялобос   | Номінація |
| 2012 | Premios ACE Cronista del Espectáculo | Найкраща жіноча співпраця | Марія Фернанда Єпес | Перемога  |